# Metryka Ruska
Metryka Ruska (Metryka Wołyńska)) – grupa wydzielonych ksiąg kancelarii koronnej odnoszących się do województw: wołyńskiego, bracławskiego, kijowskiego i czernichowskiego z lat 1569–1673. 
Prowadzona była w języku ruskim, jednak od 1653 roku wszystkich wpisów dokonywano w języku polskim. Chociaż określenie Metryka Ruska lub Metryka Wołyńska jest powszechnie stosowane w nauce dla określenia całej serii, seria ksiąg spraw ruskich nigdy nie była  i nie powinna być rozpatrywana jako oddzielna metryka w oderwaniu od Metryki Koronnej.
Badacz ukraiński Petro Kułakowśkyj wysunął hipotezę, że istniała odrębna kancelaria ruska, odrębna od kancelarii królewskiej i równolegle z nią działająca.
Metryka Ruska po 1673 roku długo dzieliła los Metryki Koronnej, po III rozbiorze wywieziona do Rosji, nigdy nie zwrócona Polsce, przechowywana jest obecnie w Rosyjskim Archiwum Państwowym Akt Dawnych (RGADA), jako część zespołu zatytułowanego Metryka Litewska (fond 389).

## Geneza
W 1569 roku, po włączeniu do Korony województw wołyńskiego, kijowskiego i bracławskiego, należących wcześniej do Wielkiego Księstwa Litewskiego, kancelaria koronna przejęła obsługę ziem, które posługiwały się językiem ruskim jako urzędowym i Statutem Litewskim. Tereny te różniły się odmiennymi tradycjami administracyjnymi i kulturalnymi oraz silniejszą pozycją kościoła prawosławnego. Dlatego konieczne było ściągnięcie specjalnie przygotowanych fachowców, co spowodowało wytworzenie osobnej serii ksiąg nazywanych Metryką Ruską, prowadzonej przez wyspecjalizowany wydział spraw ruskich, określany niejednokrotnie mianem kancelarii ruskiej. Wydział ten genetycznie związany był z kancelarią wielkoksiążęcą, a niektóre cechy formalne upodabniały Metrykę Ruską do Metryki Litewskiej, zwłaszcza mniejszy stopień sformalizowania w porównaniu z łacińskimi księgami Metryki Koronnej.

## Struktura
Metryka Ruska zawiera dokumenty koronne dla ziem ruskich, prowadzone odrębnie przez kancelarię większą i mniejszą koronną: 
- przywileje koronne
- potwierdzenia prywatnych czynności prawnych
- dekrety
- listy królewskie i dokumenty dyplomatyczne

## Pisarze i podpiskowie ruscy
Do końca lat dwudziestych XVII wieku było dwu pisarzy ruskich, dobrze znających język ruski i tradycję prawną, jeden przy kanclerzu, drugi przy podkanclerzu, od 1630 roku był tylko jeden pisarz ruski. Najważniejszym zadaniem pracowników kancelarii ruskiej było tłumaczenie i przepisywanie w języku ruskim listów i uniwersałów sejmikowych.
Kancelarią ruską kierowało 11 pisarzy: Eutyk Wysocki (1569-1574), Ławryn Piaseczyński (1569-1586 i 1589-1591), Joachim Wysocki (1576-1593), Florian Oleszko (1583-1620), Mikołaj Waśkowski (1586-1591), Jan Nowosielecki (1591-1597), Zachariasz Jełowicki (1594-1629), Jan Janowicz Marcinkiewicz (1609-1617), Feliks Krzysztof Mokosiej Bąkowiecki (1616-1626), Jan Bederman (1629-1652) i Stefan Kazimierz Hankiewicz (1653-1673). 
Pisarzem ruskim kancelarii koronnej w 1609 roku był Aleksander Oleksowicz Krupecki. Udało się zidentyfikować 14 podpisków ruskich.